# Batalla de Sparrsätra

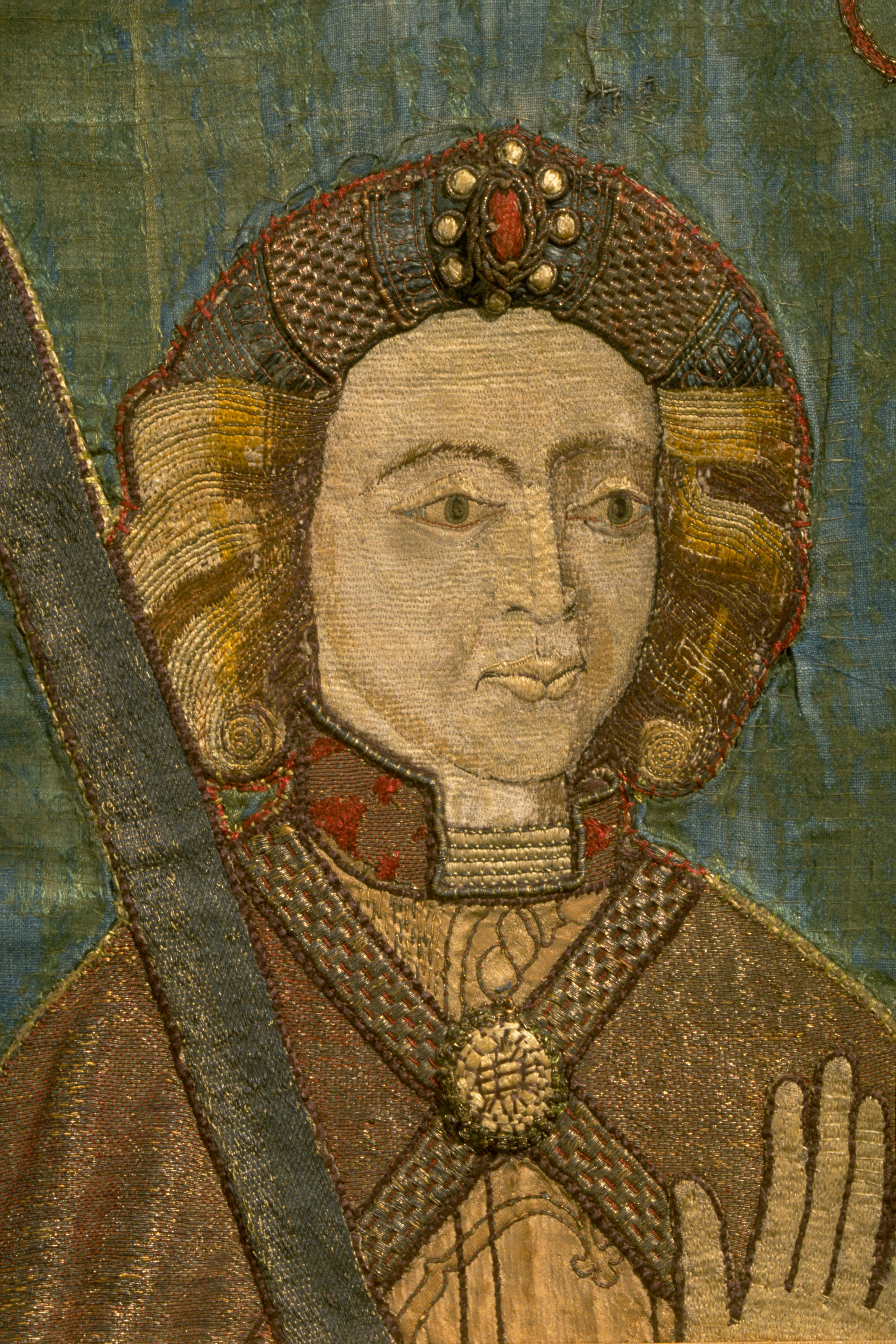
Detalle de la tumba de Holmger Knutsson en la iglesia de Skokloster, hoy en el Museo de Historia de Suecia.

Suecia en el, antes de la incorporación de Österland.
Gautas
Suiones
Gotlandeses

La batalla de Sparrsätra (en sueco: Slaget vid Sparrsätra) fue un enfrentamiento militar ocurrido en el año 1247 entre las tropas del rey sueco Erico XI Eriksson, dirigidas por el propio monarca, y las rebeldes, acaudilladas por el pretendiente Holmger Knutsson, en el contexto de la rebelión de los Folkung. El encuentro, que tuvo lugar cerca de Enköping, se saldó con una victoria real.
Aunque la batalla no acabó con la insurrección, muchos estudiosos consideran que la batalla marcó el fin del viejo orden, al perder los suiones de Uppland su condición semiaristocrática y empezar a pagar impuestos.

## Antecedentes
Los suiones de Uppland habían elegido desde tiempos prehistóricos al rey de Suecia, y aunque no tenían la responsabilidad de pagarle impuestos, le proveían de guerreros y barcos cuando organizaba un leidang. Los académicos consideran que la batalla se libró con motivo de abolir ese sistema de levas y sustituirlo por el cobro de contribuciones monetarias. Parece ser que los upplandeses se negaban incluso a pagar impuestos a la Iglesia.
Los gautas de Vestrogotia por su parte habían empezado a pagar tributos a la Iglesia en el siglo XII, en una decisión tomada por ellos mismos, mientras que a los suiones no se les pidió opinión. No se sabe si los gautas habían tenido alguna vez la institución del leidang, ni desde cuándo habían aceptado pagar impuestos, un sistema que otorgaba al monarca mayor estabilidad.
Las fuentes principales que nos informan de lo que se decidía en la batalla son los Anales de Sigtuna, que relatan que en Sparrsätra en 1247, la comunidad rural de Uppland perdió su libertad y fue dotada con cargas fiscales, que incluían impuestos sobre la producción de cereal y sobre el derecho a poseer un barco:

Communitas rusticorum Uplandiae Sparsaetrum amisit libertatem suam et impositae sunt eis spannmale et skipuista et konera plura.

El arqueólogo Mats G. Larsson observa que no es de extrañar que estos cambios tan fundamentales en la estructura social generaran una resistencia tan feroz. Tomar parte en las expediciones reales era considerada por el pueblo de Uppland una tradición natural y gloriosa desde los tiempos del paganismo. Por el contrario, pagar impuestos al rey correspondía a los pueblos derrotados.
Puede haber otras razones que provocaran la batalla de 1247. La posición de jarl de Suecia había pasado del viejo Ulf Fase a su primo más joven y dinámico Birger Jarl. Por otra parte, Holmger Knutsson había alcanzado la mayoría de edad y era pretendiente al trono al ser hijo del rey anterior a Erico XI, Canuto II Holmgersson. Cuando Ulf Fase murió y Birger asumió su título, podría haber sido en el tiempo en que se acabó con Holmger y sus aliados upplandeses.

## Localización

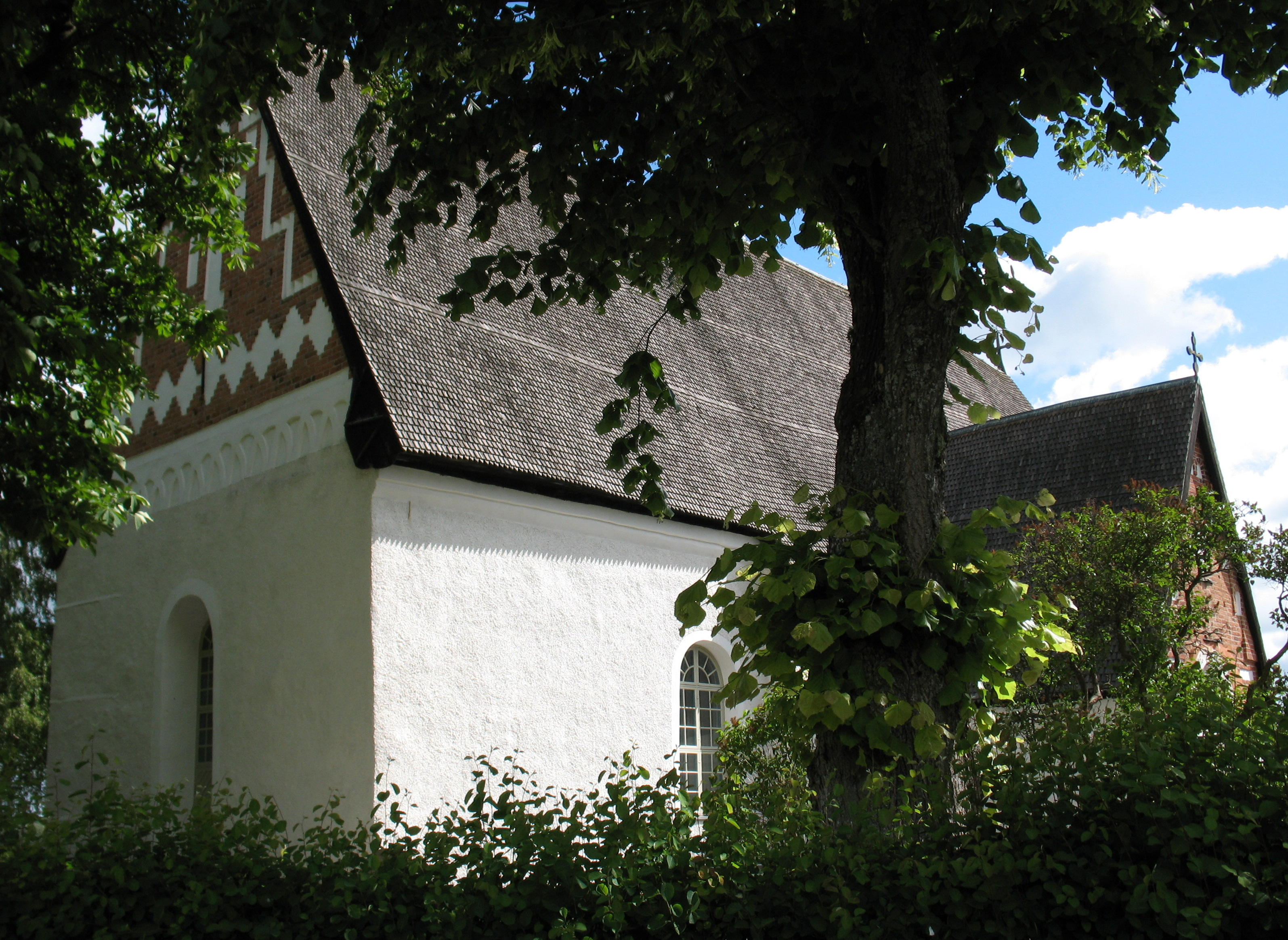
La iglesia de Sparrsätra

La batalla tuvo lugar en Sparrsätra, al norte de Enköping, en Uppland. Según la tradición, el combate se libró en la pradera anegada al este de la iglesia de Sparrsätra, pero también se ha sugerido que los rebeldes tenían su campamento algunos kilómetros al este, en Rönne, donde se conservan restos de fortificaciones potencialmente estratégicas.

## La batalla
Algunas pistas sostienen que esta fue la primera batalla en que participó caballería pesada en la Suecia central, a pesar de que la caballería como tal había aparecido un siglo antes en la batalla de Fotevik, en Escania. La caballería profesional del rey derrotó al ejército de Holmger, consistente en levas generales.
Por la Ley de Södermanland del siglo XIV se sabe que un granjero llamado a filas podía estar equipado con una espada, jabalina, lanza y casco, pero también que estos ejércitos podían componerse de gente que no tenía más que una espada o un hacha para luchar. En la Heimskringla de Snorri Sturluson hay incluso descripciones de batallas donde los combatientes lucharon con piedras.

## Consecuencias
Después de la batalla, Holmger huyó al norte hacia Gästrikland, pero fue arrestado antes de llegar y decapitado por el jarl. La Crónica de Erik cuenta que el rey estuvo presente en el funeral y acompañó su cuerpo a la tumba, lo que sugiere que el viejo código nórdico de honrar a los enemigos muertos seguía vivo, aunque esas tradiciones cambiarían más tarde. Para las personas que lo habían perdido como líder, Holmger se convirtió en un santo no oficial, y se hablaba de milagros en su nombre en puntos tan lejanos como el sur de Dinamarca, sólo unos pocos años después de su ejecución.
Cuando el legado apostólico Guillermo de Módena llegó aquel mismo año, permaneció en el pacífico distrito de Östergötland, donde conoció a Birger Jarl. Guillermo informó a Roma de que se había ofrecido a mediar en el conflicto, y en marzo de 1248, avisó de que se había llegado a un acuerdo de paz. Fue en este tiempo cuando se celebró una reunión en Skänninge, en la que Suecia se integró formalmente en la cristiandad occidental.
Los suiones de Uppland, que desde tiempos inmemoriales habían estado divididos en folklands de acuerdo a cuántos guerreros podían aportar, pasaron a ser contribuyentes en tasas como los demás súbditos del rey. Los impuestos, que los Anales de Sigtuna dicen que tuvieron que pagar, aparecen en la posterior Ley de Uppland, y el monarca destinó lo ganado en tributos a pagar los servicios de la caballería pesada que había combatido contra aquel mismo pueblo.
Harían falta varias décadas para que apareciese una nueva clase de guerreros exenta de impuestos en Suecia, pero que sólo estaría integrada por unos pocos privilegiados que podían proporcionar un caballero con armadura completa (frälse).
El resultado de la batalla fue lo suficientemente notorio como para ser mencionado en las crónicas danesas e islandesas, y para ser base de leyendas en Suecia hasta el siglo XVII, pues los suiones pasaron de ser un pueblo que exigía impuestos a ser uno que los pagaba.